# Basílica de San Crisogono
La Basílica de San Crisogono és un lloc de culte catòlic al centre històric de Roma , situat al barri del Trastevere , a la plaça Sidney Sonnino, 44, a l'inici del Viale di Trastevere.
L'església, datada al segle iv i dedicada a sant Crisògon d'Aquileia, ha sofert una sèrie de reformes al llarg dels segles. Té la dignitat de basílica menor i és la seu del títol cardenalici del mateix nom, atribuït al cardenal sud-coreà Andrew Yeom Soo-Jung des del 22 de febrer de 2014.

## Història
San Crisogono és una de les esglésies més antigues de Roma, el Titulus Chrysogoni està inclòs a la llista de tituli ja a la llista de 499. La primera església va ser construïda al segle iv, sota el papa Silvestre I (314-335), però va ser reconstruïda primer al segle xii i després de nou el 1626, dissenyada per Giovanni Battista Soria, a instàncies del cardenal Scipione Caffarelli-Borghese, el nom del qual destaca a tot arreu (els emblemes heràldics (àligues i dracs alats) es repeteixen a la part frontal. Sota l'església actual són visibles les restes de la primera, descobertes en les investigacions arqueològiques de 1907 i en excavacions posteriors. Durant segles la basílica va ser l'església nacional dels sards i corsos residents a Roma : hi són enterrats diversos corsos que antigament estaven al servei del Papa a la Guàrdia Papal Corsa. Actualment la basílica està confiada als religiosos de l'orde de la Santíssima Trinitat.

## Descripció

### Exterior
L'exterior de la basílica de San Crisogono es caracteritza per la façana principal , que dóna a Viale Trastevere, reconstruïda en estil barroc per ordre del cardenal Scipione Caffarelli-Borghese l'any 1626. Va precedit per un pronaos que s'obre a l'exterior amb quatre columnes toscanes que sostenen una cornisa coronada per escultures d'àguiles i cistelles de flors. Als laterals hi ha dues entrades més petites al pòrtic, cadascuna d'elles formada per un arc de mig punt. La part superior de la façana acaba a la part superior amb un frontó triangular sostingut idealment per quatre pilastres jòniques; s'obre un gran finestral al centre de la façana.
A la dreta de l'església, s'alça el campanar romànic del segle xii, coronat per una agulla piramidal de planta quadrada. Aquest, amb parament de paret de maó, està dividit en diversos ordres per cornises i s'obre a l'exterior amb finestres d'una i doble llanceta .

### Interior

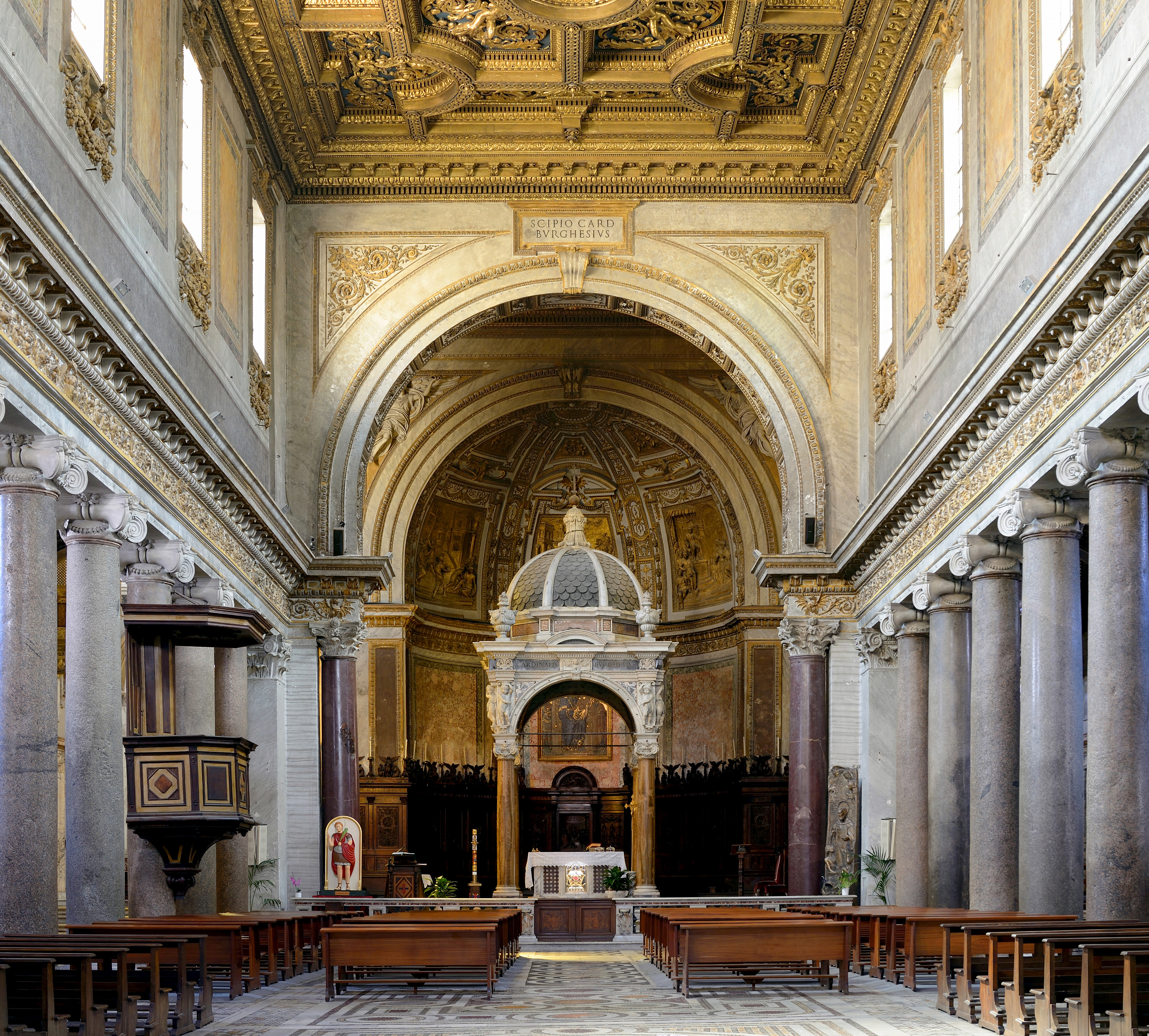
L'interior

L'interior de la basílica és de planta basilical senzilla amb tres naus separades per dues filades de columnes jòniques llises; es remunta a la reconstrucció del segle xvii, encara que molts elements es remunten a esglésies anteriors. Les vint-i-dues columnes són botí d'edificis antics. Hi ha una planta cosmatesca i l'altar major també és de la mateixa època (1127).
La capella dels Santíttim Sagrament, a la dreta de l'absis, és obra (1627 o 1641) de Gian Lorenzo Bernini.
El sostre de fusta enteixinat d'estil barroc alberga una còpia d'un quadre de Guercino, la Glòria de Sant Crisògon; l'original, venut a un comprador anglès al segle xix, es troba ara a Londres, a Lancaster House. A l'esquerra de l'entrada hi ha el monument del cardenal Giovanni Giacomo Millo, obra de Carlo Marchionni i Pietro Bracci. Altres obres presents són Tres arcàngels de Giovanni da San Giovanni, la Crucifixió de Paolo Guidotti, Trinitat i àngels de Giacinto Gimignani, Àngel de la guarda de Ludovico Gimignani.
El cibori de l'altar major, sostingut per quatre columnes d'alabastre, és obra del mateix Giovan Battista Soria.
També hi ha una placa col·locada allà pel cardenal sard Benedetto Cao l'any 1068 en memòria dels seus avantpassats. Posteriorment, el 1333, els descendents Quintilio i Annibale Cao van col·locar un monument amb l'escut familiar a la basílica. Fins i tot més tard, el 1501 un altre descendent de la família, Francesco Cao, camarlenc secret del papa Alexandre VI, va col·locar una placa més a la basílica en memòria dels seus predecessors.

### Orgue de tubs
Al cor, prop de la paret posterior del braç dret (mirant el presbiteri) del transsepte, hi ha l'orgue de tubs, construït l'any 1938 per Giuseppe Migliorini.
L'instrument és elèctric , amb la consola situada al costat dret del presbiteri i amb dos teclats de 58 notes cadascun i una pedalera còncava-radial de 32 notes.

### Restes de la primera església

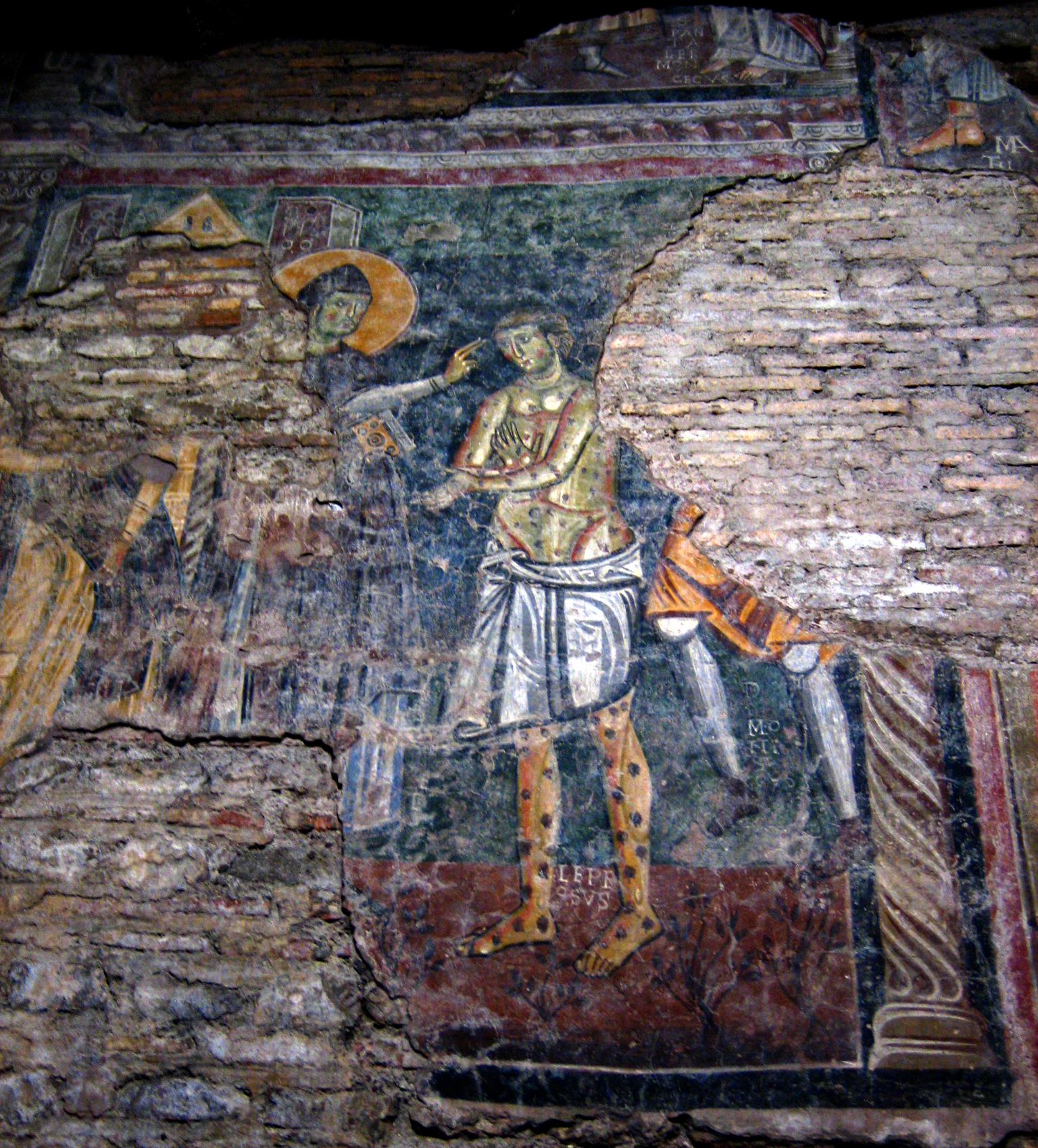
Sant Benet guareix el lepròs, fresc del a l'antiga església

Les restes de l' església d'època constantiniana són accessibles des de la sagristia, i es troben damunt d'anteriors cases romanes de l'època tardo-republicana. L'absis contenia les relíquies de sant Crisògon d'Aquileia, i s'aixecava a la capçalera de la nau única de la basílica, que acabava en la pastofòria, sales de servei habituals a les esglésies orientals; el de la dreta podria haver estat un diakonikon, una mena de sagristia, mentre que l'altre hauria servit de pròtesi, el lloc on es guardaven les relíquies.
La forma particular de l'església, d'una sola nau en comptes de tres, i la presència de diverses conques fa pensar en la possible reconversió d'un local comercial anterior en un lloc de culte, potser una fullònica destinada a la tintura de teixits, no descontextualitzada en una zona corresponent a un barri comercial de l'època.
S'han trobat frescos dels segles VIII i XI, que inclouen el papa Silvestre capturant el drac, sant Pantaleó curant el cec, sant Benet curant el leprós i el rescat de sant Plàcid.

## El títol cardenalici
San Crisogono (llatí: Titulus Sancti Chrysogoni) és un títol cardenalici, documentat per primera vegada a finals del segle v, quan els sacerdots Pere i Redento tituli Chrysogoni van participar en el Concili romà convocat pel papa Símac l'any 499Segons el catàleg de Pietro Mallio, compilat durant el pontificat del papa Alexandre III, el títol estava relacionat amb la basílica de Sant Pere del Vaticà i els seus sacerdots hi celebraven la missa al seu torn.

### Cardenals titulars
- Pietro e Redento (citats el 499)
- Giovanni (citat el 595)
- Stefano (745 - 752)
- Zaccaria (853 - després del 867)
- Giovanni (872 - ?)
- Pietro (875 - ?)
- Teofilatto (964 - abans del 1026)
- Giovanni (1025 - abans del 1033)[4]
- Pietro (1033 - abans del 1044)
- Pietro (1044 - vers 1054)
- Frédéric Gozzelon de Lorraine, O.S.B. (14 de juny - 2 d'agost de 1057 elegit papa amb el nom d'Esteve IX)
- Pietro (1072 - 1088)
- Gregorio (1088 - circa 1092)
- San Bernardo degli Uberti, O.S.B.Vall. (abans de d'abril de 1100 - després d'octubre de 1106 nomenat bisbe de Parma)[5]
- Gregorio (abans de d'abril de 1111 - 30 de novembre de 1113 mort)[6]
- Giovanni da Crema (abans del 1116 - després de març de 1132 mort)[7]
- Bernardo (1136 - vers 1138)
- Guido (abans de setembre de 1138 - març / maig 1158 mort)[8]
- Bonadies de Bonadie (abans del 7 de maig[8] 1158 - després d'agost de 1161 mort)[9]
- Pietro (Dandini), O.S.B. (1173 - 1179 nomenat cardenal bisbe de Frascati)
- Stephen Langton (1205 - 9 de juliol de 1228 mort)
- Robert Somercotes (1239 - 26 de setembre de 1241 mort)[10]
- Corrado Caracciolo (12 de juny de 1405 - 15 de febrer de 1411 mort)
- Pierre d'Ailly (6 de juny de 1411 - 9 d'agost de 1420 mort)
  - Titolo vacante (1417-1440)
- Antão Martins de Chaves (8 de gener de 1440 - 6 de juliol de 1447 mort)
  - Wincenty Kot z Dębna (6 d'abril de 1444 - 2 d'octubre de 1447 renuncià) (pseudocardenal de l'antipapa Fèlix V)
- Antonio Cerdá y Lloscos, O.SS.T. (17 de febrer de 1448 - 12 de setembre de 1459 mort)
- Giacomo Ammannati Piccolomini (o Jacopo) (8 de gener de 1462 - 17 d'agost de 1477 nomenat cardenal bisbe de Frascati)
- Girolamo Basso Della Rovere (17 de setembre de 1479 - 31 d'agost de 1492 nomenat cardenal bisbe de Palestrina)
- Giovanni Battista Ferrari (5 d'octubre de 1500 - 20 de juliol de 1502 mort)
- Adriano Castellesi (12 de juny de 1503 - 5 de juliol de 1518 sollevato)
- Alberto di Hohenzollern (5 de juliol de 1518 - 5 de gener de 1521 nomenat cardenal prevere de San Pietro in Vincoli)
- Eberhard von der Mark (5 de gener de 1521 - 27 de febrer de 1538 mort)
- Girolamo Aleandro (20 de març de 1538 - 1 de febrer de 1542 mort)
- Pietro Bembo, O.S.Io.Hier. (15 de febrer de 1542 - 17 d'octubre de 1544 nomenat cardenal prevere de San Clemente)
- Uberto Gambara (17 d'octubre de 1544 - 14 de febrer de 1549 mort)
- Jean du Bellay (25 de febrer de 1549 - 28 de febrer de 1550 nomenat cardenal bisbe d'Albano)
- Antoine Sanguin de Meudon (28 de febrer de 1550 - 25 de novembre de 1559 mort)
- Cristoforo Madruzzo (o Madruzzi) (16 de gener de 1560 - 13 de març de 1560 nomenat cardenal prevere de Santa Maria in Trastevere)
- Jean Bertrand (13 de març de 1560 - 4 de desembre de 1560 mort)
- Carlo di Borbone-Vendôme (15 de gener de 1561 - 9 de maig de 1590 mort)
- Domenico Pinelli (14 de gener de 1591 - 22 d'abril de 1602 nomenat cardenal prevere de Santa Maria in Trastevere)
- Camillo Borghese (22 d'abril de 1602 - 16 de maig de 1605 elegit papa amb el nom de Pau V)
- Carlo Conti di Poli (1 de juny de 1605 - 17 d'agost de 1605 nomenat cardenal prevere de San Clemente)
- Scipione Caffarelli-Borghese (17 d'agost de 1605 - 2 d'octubre de 1633 mort); in commendam (20 d'agost de 1629 - 2 d'octubre de 1633)
- Pietro Maria Borghese, diaconia pro illa vice (19 de desembre de 1633 - 15 de juny de 1642 mort)
- Fausto Poli (31 d'agost de 1643 - 7 d'octubre de 1653 mort)
- Lorenzo Imperiali (23 de març de 1654 - 21 de setembre de 1673 mort)
- Giambattista Spada (25 de setembre de 1673 - 23 de gener de 1675 mort)
- Carlo Pio di Savoia (28 de gener de 1675 - 1 de desembre de 1681 nomenat cardenal prevere de Santa Maria in Trastevere)
- Paluzzo Paluzzi Altieri degli Albertoni (1 de desembre de 1681 - 13 de novembre de 1684 nomenat cardenal prevere de Santa Maria in Trastevere)
- Giulio Spinola (13 de novembre de 1684 - 28 de febrer de 1689 nomenat cardenal prevere de Santa Maria in Trastevere)
- Fabrizio Spada (24 de gener de 1689 - 30 d'abril de 1708 nomenat cardenal prevere de Santa Prassede)
- Filippo Antonio Gualterio (30 d'abril de 1708 - 29 de gener de 1725 nomenat cardenal prevere de Santa Cecilia)
- Prospero Marefoschi (29 de gener de 1725 - 19 de novembre de 1725 nomenat cardenal prevere de San Callisto)
- Giulio Alberoni (20 de setembre de 1728 - 29 d'agost de 1740 nomenat cardenal prevere de San Lorenzo in Lucina)
- Sigismund von Kollonitz (29 d'agost de 1740 - 12 d'abril de 1751 mort)
- Giovanni Giacomo Millo (10 de desembre de 1753 - 16 de novembre de 1757 mort)
- Giambattista Roero di Pralormo (2 d'agost de 1758 - 9 d'octubre de 1766 mort)
- Filippo Maria Pirelli (1 de desembre de 1766 - 10 de gener de 1771 mort)
  - Titolo vacante (1771-1775)
- Francesco Maria Banditi, C.R. (18 de desembre de 1775 - 26 de gener de 1796 mort)
  - Titolo vacante (1796-1853)
- Gioacchino Vincenzo Raffaele Luigi Pecci (22 de desembre de 1853 - 20 de febrer de 1878 elegit papa amb el nom de Lleó XIII)
- Friedrich von Fürstenberg (27 de febrer de 1880 - 20 d'agost de 1892 mort)
- Philipp Krementz (19 de gener de 1893 - 6 de maig de 1899 mort)
- Francesco di Paola Cassetta (22 de juny de 1899 - 27 de març de 1905 nomenat cardenal bisbe de Sabina)
- Pietro Maffi (18 d'abril de 1907 - 17 de març de 1931 mort)
- Theodor Innitzer (16 de març de 1933 - 9 d'octubre de 1955 mort)
  - Titolo vacante (1955-1958)
- Antonio María Barbieri, O.F.M.Cap. (18 de desembre de 1958 - 6 de juliol de 1979 mort)
  - Titolo vacante (1979-1983)
- Bernard Yago (2 de febrer de 1983 - 5 d'octubre de 1997 mort)
- Paul Shan Kuo-hsi, S.I. (21 de febrer de 1998 - 22 d'agost de 2012 mort)
- Andrew Yeom Soo-Jung, des del 22 de febrer de 2014